# Herrnhut
Herrnhut è una città tedesca situata nel Land della Sassonia. Appartiene al circondario (Landkreis) di Görlitz (targa GR) ed è capoluogo della comunità amministrativa (Verwaltungsgemeinschaft) omonima.
È il centro internazionale di riferimento dei Fratelli Moravi, una religione protestante di derivazione hussita.

## Storia
Herrnhut venne fondata nel 1722 come insediamento dei rifugiati moraviani cechi protestanti appartenenti alla comunità dei Fratelli Boemi. Il leader di questa nuova comunità fu il conte Nikolaus Ludwig von Zinzendorf, teologo di ispirazione pietista che organizzò la comunità secondo i canoni del suo pensiero sperimentando nuove forme di convivenza (comunione dei beni, contributo di tutta la comunità alla sussistenza degli indigenti e più deboli). Nel 1736 Zinzendorf venne espulso dalla comunità in seguito all'intervento della Chiesa luterana locale, ma nonostante ciò la comunità di Herrnhut continuò a prosperare e attrarre nuovi abitanti divenendo nel corso dei decenni un importante centro amministrativo della zona. 
Divenne indipendente nel 1895 e ottenne i diritti di città nel 1929.
Nel 1994 ha inglobato il comune soppresso di Ruppersdorf/Oberlausitz, il 1º gennaio 2010 quello di Strahwalde, il 1º gennaio 2011 quello di Großhennersdorf e il 1º gennaio 2013 quello di Berthelsdorf.